# Las Vegas (Comarca)
Die Comarca Las Vegas ist eine der neun Comarcas in der autonomen Gemeinschaft Madrid.
Die im Südosten gelegene Comarca umfasst 23 Gemeinden auf einer Fläche von 1.378,13 km².

## Gemeinden
| Gemeinde              | Einwohner (2024) | Fläche km² | Dichte Einw./km² | Cod INE | Postleitzahl        |
| --------------------- | ---------------- | ---------- | ---------------- | ------- | ------------------- |
| Ambite                | 697              | 26,00      | 27               | 28011   | 28580               |
| Aranjuez              | 62.292           | 201,11     | 310              | 28013   | 28300, 28310, 28312 |
| Belmonte de Tajo      | 1.917            | 23,71      | 81               | 28019   | 28390               |
| Brea de Tajo          | 579              | 44,33      | 13               | 28025   | 28596               |
| Carabaña              | 2.352            | 47,58      | 49               | 28035   | 28560               |
| Chinchón              | 5.818            | 115,91     | 50               | 28052   | 28370               |
| Ciempozuelos          | 26.140           | 49,64      | 527              | 28040   | 28350               |
| Colmenar de Oreja     | 8.888            | 114,32     | 78               | 28043   | 28380               |
| Estremera             | 1.467            | 79,10      | 19               | 28055   | 28595               |
| Fuentidueña de Tajo   | 2.328            | 60,59      | 38               | 28060   | 28597               |
| Morata de Tajuña      | 8.319            | 45,20      | 184              | 28091   | 28530               |
| Orusco de Tajuña      | 1.511            | 21,51      | 70               | 28102   | 28570               |
| Perales de Tajuña     | 3.207            | 48,92      | 66               | 28110   | 28540               |
| San Martín de la Vega | 20.733           | 105,93     | 196              | 28132   | 28330               |
| Tielmes               | 2.810            | 26,88      | 105              | 28146   | 28550               |
| Titulcia              | 1.387            | 9,95       | 139              | 28147   | 28359               |
| Valdaracete           | 645              | 64,31      | 10               | 28155   | 28594               |
| Valdelaguna           | 1.094            | 42,13      | 26               | 28157   | 28391               |
| Valdilecha            | 3.213            | 42,48      | 76               | 28165   | 28511               |
| Villaconejos          | 3.508            | 32,97      | 106              | 28170   | 28360               |
| Villamanrique de Tajo | 825              | 29,32      | 28               | 28173   | 28598               |
| Villar del Olmo       | 2.277            | 27,62      | 82               | 28179   | 28512–28514         |
| Villarejo de Salvanés | 7.900            | 118,62     | 67               | 28180   | 28590               |
| Comarca Las Vegas     | 169.907          | 1.378,13   | 123              | –       | –                   |

1. ↑  Instituto Nacional de Estadística Municipal Register of Spain